# Matthew Gilks
Matthew Gilks (Rochdale, 4 giugno 1982) è un allenatore di calcio ed ex calciatore inglese naturalizzato scozzese, di ruolo portiere, attuale preparatore dei portieri del Bolton.

## Palmarès

### Club

#### Competizioni nazionali
- Football League Championship: 1

Burnley: 2015-2016